# Onthophagus zebra
Onthophagus zebra är en skalbaggsart som beskrevs av Gilbert John Arrow 1931. Onthophagus zebra ingår i släktet Onthophagus och familjen bladhorningar. Inga underarter finns listade i Catalogue of Life.